# Carrer de Tuset
El Carrer de Tuset és un carrer de la ciutat de Barcelona que uneix l'Avinguda Diagonal amb Travessera de Gràcia, entre Aribau i Balmes. Durant els anys 60 del segle XX el carrer es va convertir en una icona de la modernitat local.
Rep el seu nom pel Camp d'en Tuset o d'en Tusset, que era una antiga masia de la zona.

## Locals destacats
- Cova del Drac
- Cafè-teatre Gaslight
- Asil Duran (Barcelona)
- Cine Arcadia
- Edifici David

## Exposicions
Dins del context de l'exposició Prêt-à-porter que es va dur a terme el 2013 al Palau Robert de Barcelona, l'Istituto Europeo di Design va oferir una mirada retrospectiva sobre el que va representar el carrer Tuset, com a precursor de tendències en moda i estil a Barcelona, a través d'imatges icòniques i inspirant-se en la gràfica de l'època, en l'aparador de la mostra.
L'aparador mostrava referències a Flash, Flash i a campanyes de Freixenet de l'època de Leopoldo Pomés. Una mirada nostàlgica sobre Tuset Street, que va situar Barcelona al mapa de la moda i la modernitat europea. El disseny i muntatge va anar a càrrec de Tina Ziegler i Rebecca Mason. Tots els alumnes que van participar en aquesta iniciativa pertanyien els cursos en Fashion Marketing & Communication i de Disseny d'Interiors.